# Изабе, Эжен
Эжен-Луи-Габриэль Изабе (фр. Eugène-Louis-Gabriel Isabey; 22 июля 1803, Париж — 25 апреля 1886, Монтеврен) — французский живописец-маринист, акварелист, литограф романтического направления; один из первых членов Общества французских акварелистов.

## Биография
Эжен Изабе был четвёртым ребёнком в семье живописца-портретиста и миниатюриста Жана-Батиста Изабе (1767—1855) и его первой жены Жанна Жюстин Лорисс де Сальен (1765—1829). Его сестра Александрина — была замужем за театральным художником Пьером Шарлем Сисери, его племянник — Эжен Сисери, живописец-пейзажист, литограф и акварелист, барбизонской школы.
Эжен, родившийся в Париже во дворце Лувра, где находилась квартира и живописная мастерская его отца, сначала хотел стать моряком, но по настоянию отца выбрал профессию художника. Первые уроки рисования и живописи получил от отца. Затем стал писать картины на исторические темы, пейзажи, но чаще всего изображал сцены с видами моря, бурь и кораблекрушений — темы, отмеченные мироощущением романтизма. На его раннее творчество повлияли произведения Эжена Делакруа и Ричардa Парксa Бонингтонa. Он был другом пейзажиста Ораса Верне.
Эжену Изабе приписывают открытие городка Этрета на побережье Ла-Манша, где он поселился на шесть месяцев в 1820 году, чтобы писать морские пейзажи вместе с капитаном береговой охраны, и куда он вернулся в последующие годы с Бонингтоном и Камиллой Рокплан.
В 1821 году Изабе побывал в Алжире. С 1824 года он жил в Онфлёре — порте, расположенном в устье Сены напротив Гавра — в доме художника-пейзажиста Огюста-Ксавье Лепренса. Он выставлял свои произведения в Парижском салоне 1824 года, куда отправил картины «Вид на пляж в Онфлёре», «Внутренняя гавань порта Трувиль» и «Буря у берегов Дьеппа», за которые получил золотую медаль. В 1826 году Эжен Изабе поселился в Сен-Симеоне. Он отправил виды этой местности в Салон 1827 года, где получил медаль первой степени и познакомился с Полем Юэ, художником пейзажей и животных.
В 1830 году Изабе был назначен официальным художником французского военно-морского флота и участвовал в африканской кампании, во время которой нарисовал панораму гавани Тулона и французского десантного лагеря в Сиди-Феррухе. В 1831 году его выбрали для сопровождения дипломатической миссии графа Морнея в Марокко, однако Изабе отказался, сославшись на недавнее возвращение из Алжира; его заменил Эжен Делакруа.
В июне 1832 года Эжен Изабе женился на Лоре Лебретон. От этого брака в 1833 году родилась дочь Мари. В 1832 году художник был удостоен звания кавалера ордена Почётного легиона. В 1852 году произведён в офицеры ордена.
В 1845 году во время поездки в Гаагу Эжен Изабе встретил голландского живописца-пейзажиста, мариниста Яна Бартолда Йонгкинда, пригласил его приехать в Париж. Йонгкинд поселился в 1846 году на площади Пигаль, «в доме, где Изабе имел свою мастерскую, место собраний художников и писателей». «Два друга» в июне 1850 года уехали в Этрета и «работали не покладая рук».
На Всемирной выставке 1855 года в Париже Эжен Изабе получил медаль первой степени за картину «Отъезд Людовика XIII на охоту».
Эжен Изабе был придворным художником короля Франции Луи-Филиппа I. В своей мастерской он воспитал ряд известных художников, среди них были Эжен Буден и Ян Бартолд Йонгкинд. Скончался в Монтеврене недалеко от Парижа. Эжен Изабе похоронен на парижском кладбище Пер-Лашез (20-й отдел).

## Особенности творчества
Эжен Изабе формировал свой творческий метод и стиль под влиянием творчества английского художника Ричарда Бонингтона и Эжена Делакруа, ведущих представителей романтизма в европейской живописи. Историки искусства видят также в ранних работах Изабе влияние анималистов XVII века и голландских пейзажистов, так называемых малых голландцев, Адриана ван де Велде, Адриана ван Остаде и Исаака ван Остаде, до такой степени, что Эжена Изабе прозвали «малым романтиком» .
В конце жизни Изабе отказался от живописи маслом и посвятил себя акварели и гуаши. Его позднее творчество, рисунки пейзажей Нормандии и Бретани, выполненные тушью, акварелью и гуашью, предвосхищают многие находки французского импрессионизма. Поэтому Изабе относят к «художникам-преимпрессионистам». В его доме в Онфлёре в 1862 году произошла встреча Йонгкинда и Клода Моне. Изабе также дружил с русским художником Алексеем Боголюбовым, которого познакомил с природой региона Вёль-ле-Роз (Нормандия).

## Галерея

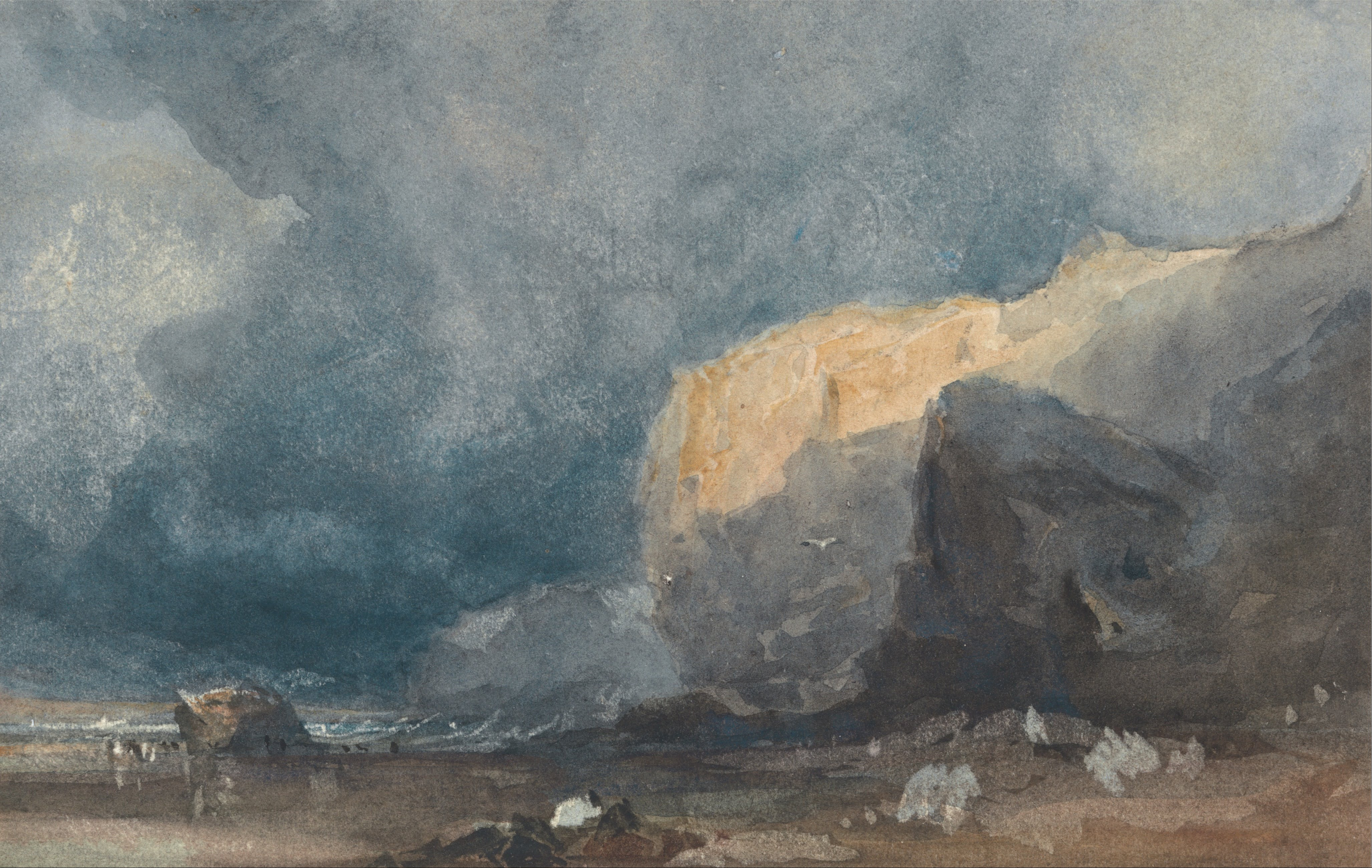
Прибрежный пейзаж у Вентнора с тёмным небом. Бумага, акварель, гуашь. Йельский центр британского искусства, Нью-Хейвен, США
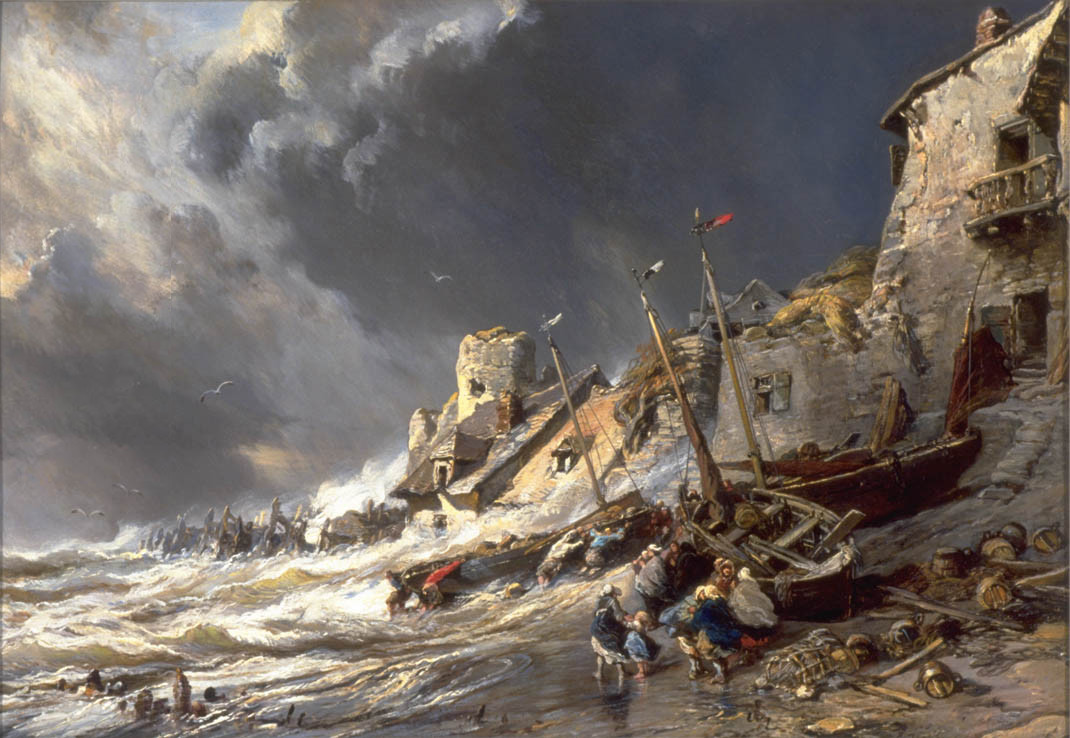
Буря у Сен-Мало. 1860. Холст, масло
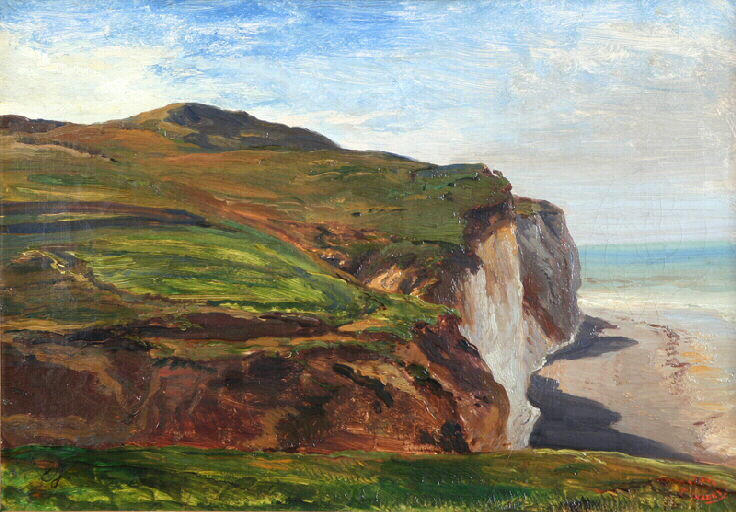
Скалы в Нормандии. 1860-е. Холст, масло. Музей замка, Дьепп
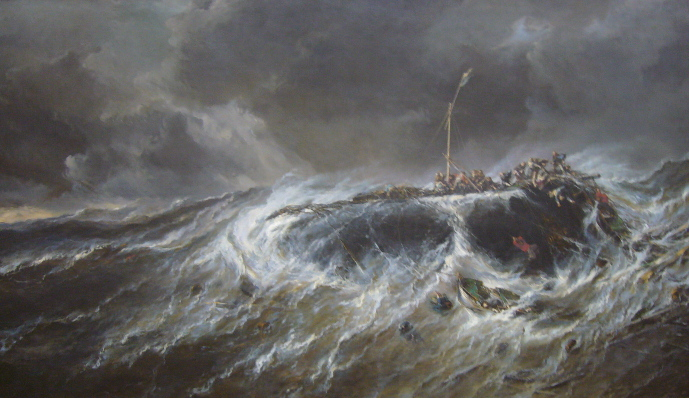
Крушение трёхмачтового судна «Эмили» в 1823 году. 1865. Холст, масло. Музей изящных искусств, Нант
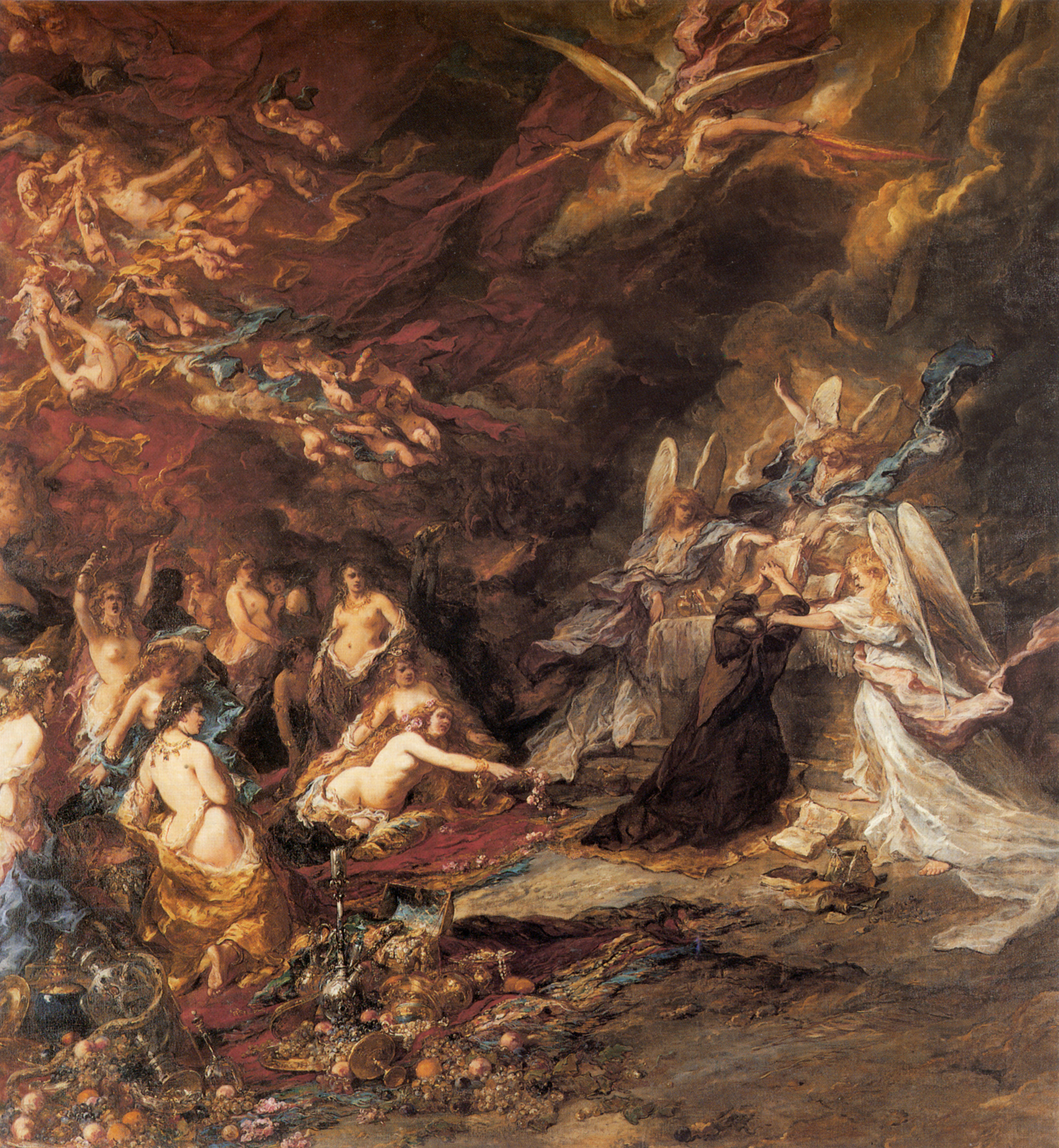
Искушение святого Антония. 1869
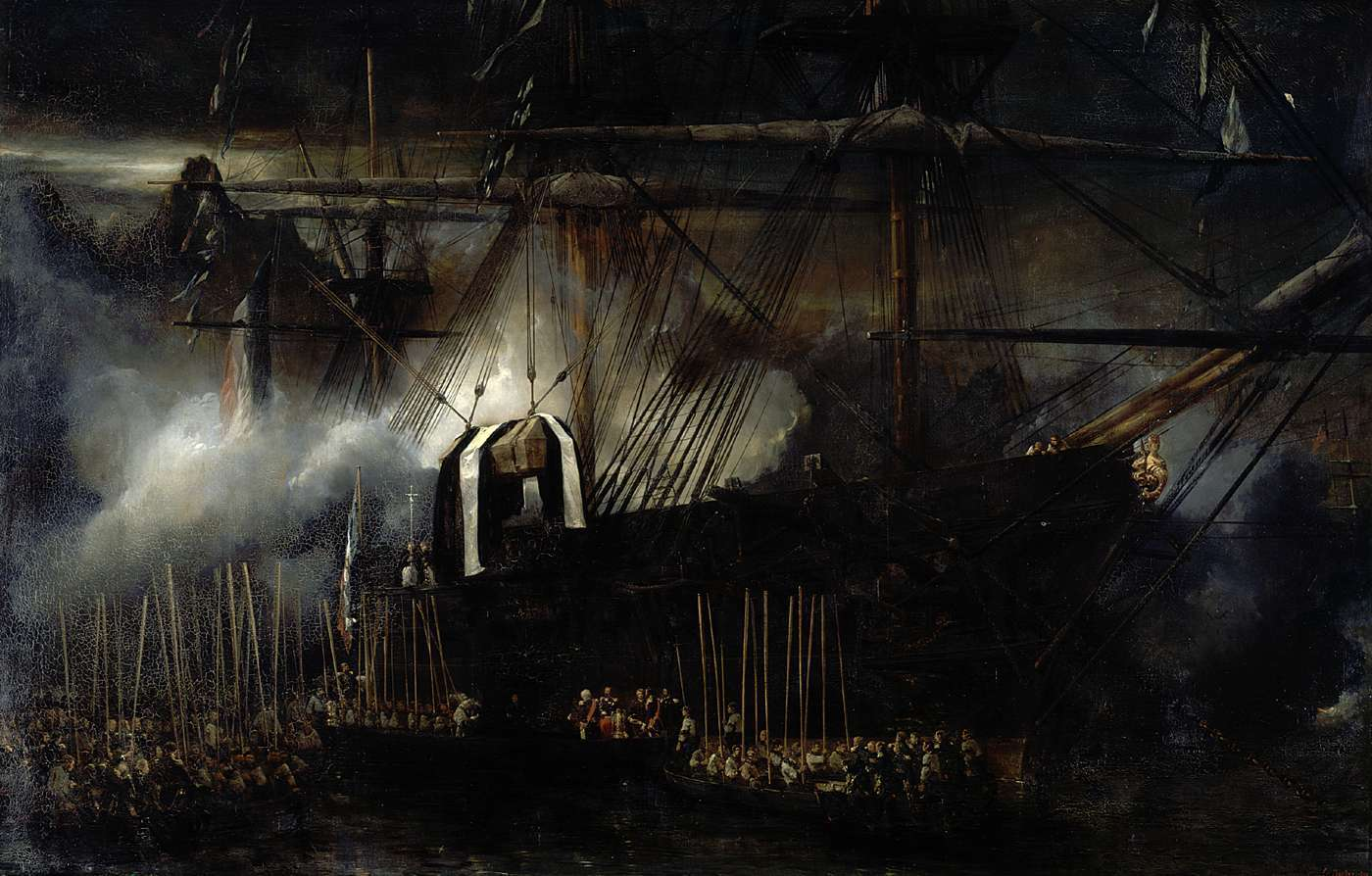
Перемещение праха Наполеона на борту корабля «La Belle Poule». 1842. Холст, масло. Версаль

## Избранные произведения
- Буря у Сен-Мало
- Буря у берегов Дьеппа
- Прибытие праха Наполеона на борту корабля «La Belle Poule»
- Гибель «Эмили»
- Искушение святого Антония
- Онфлёрский берег
- Отъезд королевы Виктории из Франции в Испанию
- Король Людовик-Филипп встречает королеву Викторию в Трепори
- Морская битва при Текселе
- Отплытие Рейтера и Виллема де Витта
- Церковное праздник в Делфте
- Свадьба Генриха IV
- Деревянный мост